# Karmelietenklooster (Montauban)

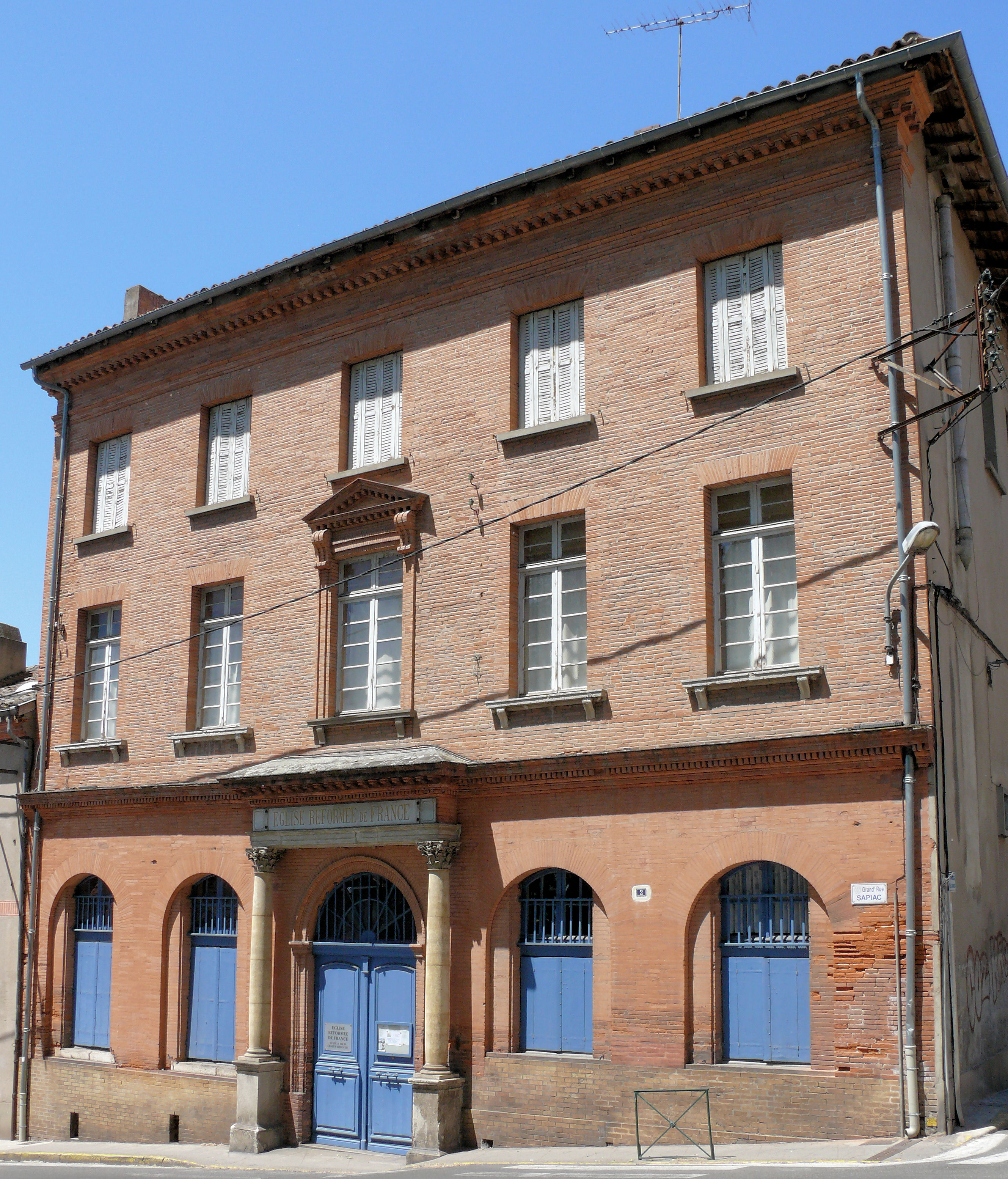
Temple des Carmes

Het Karmelietenklooster (Frans: Couvent des Carmes) is een voormalig kloostergebouw met kloosterkerk uit de 17e eeuw in de Franse stad Montauban. Het is het enige intact bewaarde klooster in de stad en de kloosterkerk werd beschermd als historisch monument in 1971. De voormalige kloosterkerk, de Temple des Carmes, wordt gebruikt door de Église protestante unie de France.

## Geschiedenis
De karmelieten vestigden zich in de tweede helft van de 13e eeuw in Montauban. Ze bouwden hun klooster net buiten de stadsmuur, aan de oever van de Tescou. Nadat de stad in 1561 in protestantse handen was gevallen, verdwenen de karmelieten uit de stad en hun klooster werd afgebroken. Nadat de stad door het koninklijk leger was veroverd, keerden ook de karmelieten terug. Ze eisten in 1635 de gronden op waar hun voormalig klooster had gestaan en begonnen twee jaar later met de bouw van een nieuw klooster. Hierbij kregen ze financiële steun van de koninklijke intendant Nicolas-Joseph Foucault. Het complex werd in fases gebouwd. De kloosterkerk was klaar in 1679 maar kreeg nooit een toren. De laatste bouwfase dateert van 1717.
Na de Franse Revolutie werd het klooster gesloten en openbaar verkocht. Een protestantse handelaar kocht de kloosterkerk en droeg ze over aan de protestantse gemeente van Montauban. In 1793 bekwam predikant en afgevaardigde in de Nationale Conventie Jeanbon Saint-André de toelating om hier protestantse diensten te organiseren. In het klooster was een tijdlang een katholieke meisjesschool en daarna vonden gemeentelijke diensten en het muziekconservatorium er onderdak.

## Temple des Carmes
De kerk bevindt zich aan de noordoostelijke zijde van het klooster. De kerk is gebouwd in baksteen. Het schip heeft Dorische zuilen met bovenaan een ribgewelf en telt acht zijkapellen, die elk ook een ribgewelf hebben. Het koor eindigt op een vijfhoekige wand. 

## Klooster
Het klooster werd gebouwd naar het voorbeeld van de gebouwen op de Place Nationale. De traveeën van de overdekte kloostergang worden gescheiden met Dorische zuilen. De noordwestelijke zijde bevatte de sacristie, de kapittelzaal en een tweede zaal. De zuidwestelijke zijde bevatte onder andere het refectorium. In het midden van het klooster bevindt zich een vierkanten tuin die in 2006 werd heraangelegd naar middeleeuwse gebruiken. Een kwart bevat geneeskrachtige kruiden, een ander groenten, een ander sierplanten en het laatste fruit dragende planten.